# Салливан, Джазмин
Джазмин Мари Салливан (англ. Jazmine Marie Sullivan; род. 9 апреля 1987, Филадельфия, Пенсильвания, США) — американская соул-певица, автор-исполнитель. 18-кратный номинант на премию Грэмми в категориях Лучший новый исполнитель (2009), Лучший женский R&B-вокал, Лучшее традиционное R&B-исполнение, Лучший современный альбом в стиле ритм-н-блюз, Лучший альбом в стиле ритм-н-блюз (2016).

## Биография
См. также «Jazmine Sullivan Music career» в английском разделе.
Родилась 9 апреля 1987 года в США (Филадельфия).
Дебютный альбом Fearless (2008) и исполнительница получили 5 номинаций, в том числе в категориях Best Contemporary R&B Album, Лучшее женское вокальное R&B исполнение («Need U Bad»), Лучший новый исполнитель, Best Traditional R&B Vocal Performance («In Love With Another Man»), Best R&B Song («Bust Your Windows»).
Журнал Vibe назвал альбом одним из 10 лучших по итогам 2008 года (Ten Best Albums of 2008).
Альбом Reality Show (2015) получил в целом 3 номинации на премию Грэмми. Кроме альбомной номинации (Лучший R&B альбом) одна из песен альбома («Let It Burn») получила две номинации в категориях Лучшая R&B песня и Best Traditional R&B Performance.

## Дискография
Дискография Джазмин Салливан включает, в том числе, следующие релизы:
Студийные альбомы
- Fearless (2008)
- Love Me Back (2010)
- Reality Show (2015)
- Heaux Tales (2021)

## Награды и номинации

### Billboard Women in Music
- Billboard Women in Music

| Год  | Номинируемая работа | Категория         | Результат |
| ---- | ------------------- | ----------------- | --------- |
| 2010 | Jazmine Sullivan    | Rising Star Award | Победа    |

- BET Awards

| Год  | Номинируемая работа            | Категория              | Результат |
| ---- | ------------------------------ | ---------------------- | --------- |
| 2009 | Jazmine Sullivan               | Best New Artist        | Номинация |
| 2009 | Jazmine Sullivan               | Best Female R&B Artist | Номинация |
| 2009 | Jazmine Sullivan               | BET Centric Award      | Победа    |
| 2015 | «Dumb» (при участии Meek Mill) | BET Centric Award      | Номинация |
| 2021 | Heaux Tales                    | Album of the Year      | Победа    |

### Grammy Award
| Организация   | Год  | Категория                         | Номинированная работа                    | Результат | Ссылка |
| ------------- | ---- | --------------------------------- | ---------------------------------------- | --------- | ------ |
| Grammy Awards | 2009 | Лучший новый исполнитель          | Herself                                  | Номинация | [ 15 ] |
| Grammy Awards | 2009 | Best Female R&B Vocal Performance | «Need U Bad»                             | Номинация | [ 15 ] |
| Grammy Awards | 2009 | Best Traditional R&B Performance  | «In Love With Another Man»               | Номинация | [ 15 ] |
| Grammy Awards | 2009 | Лучшая R&B-песня                  | «Bust Your Windows»                      | Номинация | [ 15 ] |
| Grammy Awards | 2009 | Best Contemporary R&B Album       | Fearless                                 | Номинация | [ 15 ] |
| Grammy Awards | 2010 | Best Female R&B Vocal Performance | «Lions, Tigers & Bears»                  | Номинация | [ 16 ] |
| Grammy Awards | 2010 | Best R&B Song                     | «Lions, Tigers & Bears»                  | Номинация | [ 16 ] |
| Grammy Awards | 2011 | Best Female R&B Vocal Performance | «Holding You Down (Goin' in Circles)»    | Номинация | [ 17 ] |
| Grammy Awards | 2016 | Best Traditional R&B Performance  | «Let It Burn»                            | Номинация | [ 18 ] |
| Grammy Awards | 2016 | Best R&B Song                     | «Let It Burn»                            | Номинация | [ 18 ] |
| Grammy Awards | 2016 | Best R&B Album                    | Reality Show                             | Номинация | [ 18 ] |
| Grammy Awards | 2020 | Best Traditional R&B Performance  | «Built for Love»                         | Номинация |        |
| Grammy Awards | 2022 | Best R&B Performance              | «Pick Up Your Feelings»                  | Победа    | [ 19 ] |
| Grammy Awards | 2022 | Best R&B Song                     | «Pick Up Your Feelings»                  | Номинация | [ 19 ] |
| Grammy Awards | 2022 | Best R&B Album                    | Heaux Tales                              | Победа    | [ 19 ] |
| Grammy Awards | 2023 | Best R&B Performance              | «Hurt Me So Good»                        | Номинация | [ 20 ] |
| Grammy Awards | 2023 | Best R&B Song                     | «Hurt Me So Good»                        | Номинация | [ 20 ] |
| Grammy Awards | 2023 | Best Traditional R&B Performance  | «'Round Midnight» (with Adam Blackstone) | Номинация | [ 20 ] |

### NAACP Image Award
- NAACP Image Award

| Год  | Номинируемая работа | Категория              | Результат |
| ---- | ------------------- | ---------------------- | --------- |
| 2009 | Jazmine Sullivan    | Outstanding New Artist | Номинация |

- Soul Train Music Awards

| Год  | Номинируемая работа       | Категория                       | Результат |
| ---- | ------------------------- | ------------------------------- | --------- |
| 2009 | Jazmine Sullivan          | Best R&B/Soul or Rap New Artist | Номинация |
| 2009 | «Lions, Tigers and Bears» | Best R&B/Soul Single, Female    | Номинация |

- ASCAP Rhythm & Soul Music Awards

| Год  | Номинируемая работа                   | Категория        | Результат |
| ---- | ------------------------------------- | ---------------- | --------- |
| 2011 | «Holding You Down (Goin' In Circles)» | R&B/Hip Hop Song | Победа    |
| 2011 | «Everything to Me» (как автор)        | R&B/Hip Hop Song | Победа    |